# Principio inquisitivo
El principio inquisitivo, sistema inquisitivo, principio inquisitorio o sistema inquisitorio, es un principio jurídico propio del Derecho procesal de ordenamientos jurídicos históricos, en el que el juez o tribunal que instruía y juzgaba el proceso era parte activa en este, sumando sus propias alegaciones y pretensiones a la causa en la que posteriormente emitiría sentencia. 